# عبد الرحمن مصبح
عبد الرحمن مصبح المعماري (مواليد 7 يناير 1984) هو لاعب كرة قدم قطري يلعب كمدافع مثّل سابقاً منتخب قطر لكرة القدم.
لعب سابقاً مع أندية الريان وقطر و الأهلي والخريطيات و مسيمير و الوعب.

## روابط خارجية
- عبد الرحمن مصبح على موقع الاتحاد الدولي (مؤرشف)  (الإنجليزية)
- عبد الرحمن مصبح على موقع قاعدة بيانات كرة القدم.إي يو (الإنجليزية)
- عبد الرحمن مصبح على موقع ناشيونال فوتبول تيمز (الإنجليزية)